# 1942-es magyar teniszbajnokság
Az 1942-es magyar teniszbajnokság a negyvenharmadik magyar bajnokság volt. A bajnokságot július 6. és 14. között rendezték meg Budapesten, a BSE népligeti teniszpályáin.

## Eredmények
| Versenyszám  | Arany                                | Arany | Ezüst                                     | Ezüst | Bronz                                                                                   | Bronz |
| ------------ | ------------------------------------ | ----- | ----------------------------------------- | ----- | --------------------------------------------------------------------------------------- | ----- |
| Férfi egyéni | Asbóth József BBTE                   |       | Szigeti Ottó Újpesti TE                   |       | dr. Dallos György MACMacskási Vladimir MAFC                                             |       |
| Női egyéni   | Flórián Aliz BBTE                    |       | Jusits Ilona BBTE                         |       | dr. Gallner Ferencné BSEPopp Márta MAC                                                  |       |
| Férfi páros  | Asbóth József, dr. Mayer Sándor BBTE |       | Szigeti Ottó, Katona Zoltán Újpesti TE    |       | Stolpa András, Fehér Kálmán BLKE, Újpesti TEFrigyessy Tibor, Szentpéteri Emil BSE       |       |
| Női páros    | Flórián Aliz, Jusits Ilona BBTE      |       | dr. Gallner Ferencné, Popp Márta BSE, MAC |       | Vargha Gyuláné, dr. Bertényi Istvánné MACPongor Katalin, Pongor Lászlóné Pestújhelyi SC |       |
| Vegyes páros | dr. Mayer Sándor, Flórián Aliz BBTE  |       | Asbóth József, Jusits Ilona BBTE          |       | Frigyessy Tibor, dr. Gallner Ferencné BSEgróf Zichy Imre, Popp Márta MAC                |       |